# Oddball – Retter der Pinguine
Oddball – Retter der Pinguine ist ein US-amerikanisch-australischer Familienfilm von Stuart McDonald aus dem Jahr 2015. Der Film basiert auf einer wahren Begebenheit, bei welcher Hirtenhunde Middle Island, die Nistinsel der Zwergpinguine, vor deren Fressfeinden schützen.

## Handlung
Der Hühnerbauer Swampy hat einen aufgedrehten Hirtenhund namens Oddball, der in der kleinen Hafenstadt Warrnambool immer wieder für Chaos sorgt. Nach einem erneuten Vorfall, bei welchem Oddball die Einweihungsfeier ruiniert, soll er der Stadt verwiesen werden. Richter Burns sieht allerdings ein letztes Mal darüber hinweg und gibt Swampy und Oddball eine letzte Chance.
Da der Pinguinbestand auf der nahegelegenen Insel Middle Island in den letzten Jahren rapide abgenommen hat, führt Emily zusammen mit ihren Teamkollegen Zoe und Jack Zählungen durch. Swampy möchte seine Tochter Emily unterstützen, da er weiß, wie viel die Zwergpinguine ihr und ihrer verstorbenen Mutter bedeutet haben.
Beim Betreten der Insel entdeckt er einen verletzten Zwergpinguin, welchen er mit zu sich nach Hause nimmt, um ihn aufzupäppeln.
Am Abend schläft Swampy beim Fernsehen ein und bemerkt den Fuchs nicht, welcher sich ans Badezimmerfenster geschlichen und den kleinen Zwergpinguin in der Badewanne entdeckt hat. Swampy wird durch das Bellen von Oddball darauf aufmerksam und schmiedet einen Plan, der sowohl Oddball als auch den Pinguinen helfen soll.
Zusammen mit der Unterstützung seiner Enkelin Olivia trainieren sie Oddball darauf, die Pinguine auf Middle Island zu bewachen. Es zeigen sich bereits nach kurzer Zeit kleine Erfolge, denn die Pinguinpopulation auf der Insel ist seit der Bewachung durch Oddball nicht gesunken.
Eines Tages jedoch nimmt der Pinguinbestand rapide ab und es befinden sich inklusive Pocket und dessen Partnerin nur noch weniger als zehn Exemplare auf der Insel. Swampy will der Sache auf den Grund gehen. Er stellt fest, dass Oddball ebenfalls nicht auf der Insel ist und findet einen Betäubungspfeil, der aus Jacks Gewehr stammt.
Swampy geht davon aus, dass Bradley, der neue Freund von Emily, dahinter steckt, um eine profitreichere Aktion statt der Pinguine zu unterstützen und somit Fördergelder für neue Projekte zu erhalten. Während Swampy mit seinem alten Auto durch die Gegend fährt, sieht er Oddball in einem Käfig auf dem Wagen des Hundefängers. Er schlussfolgert, dass jemand Oddball betäubt haben und von der Insel befördert haben muss.
Swampy, Olivia, Emily und Jack versuchen an diesem Abend, Oddball aus der Tierstation zu befreien, da der Stichtag für die Pinguinzählung bereits am nächsten Morgen ansteht. Durch geschickte Zusammenarbeit können sie Oddball befreien und kehren nach Middle Island zurück.
Dort treffen sie auf Zoe, welche hinter der Ausrottung der Zwergpinguine sowie der Betäubung von Oddball steckt. Sie droht damit, das einzige Ei des Zwergpinguinpärchens zu zerstören, wird jedoch rechtzeitig gestoppt und der Polizei übergeben.
Am nächsten Tag beginnt die Zählung der Pinguine auf Middle Island. Damit das Reservat bestehen bleibt, brauchen sie mindestens zehn Pinguine, wobei ein Ei auch als Pinguin gewertet wird. Durch das entscheidende Ei, welches sie am Abend zuvor vor Zoe gerettet haben, kommen sie exakt auf eine Population von zehn Exemplaren und die Existenz des Pinguinreservats ist gerettet.

## Produktion

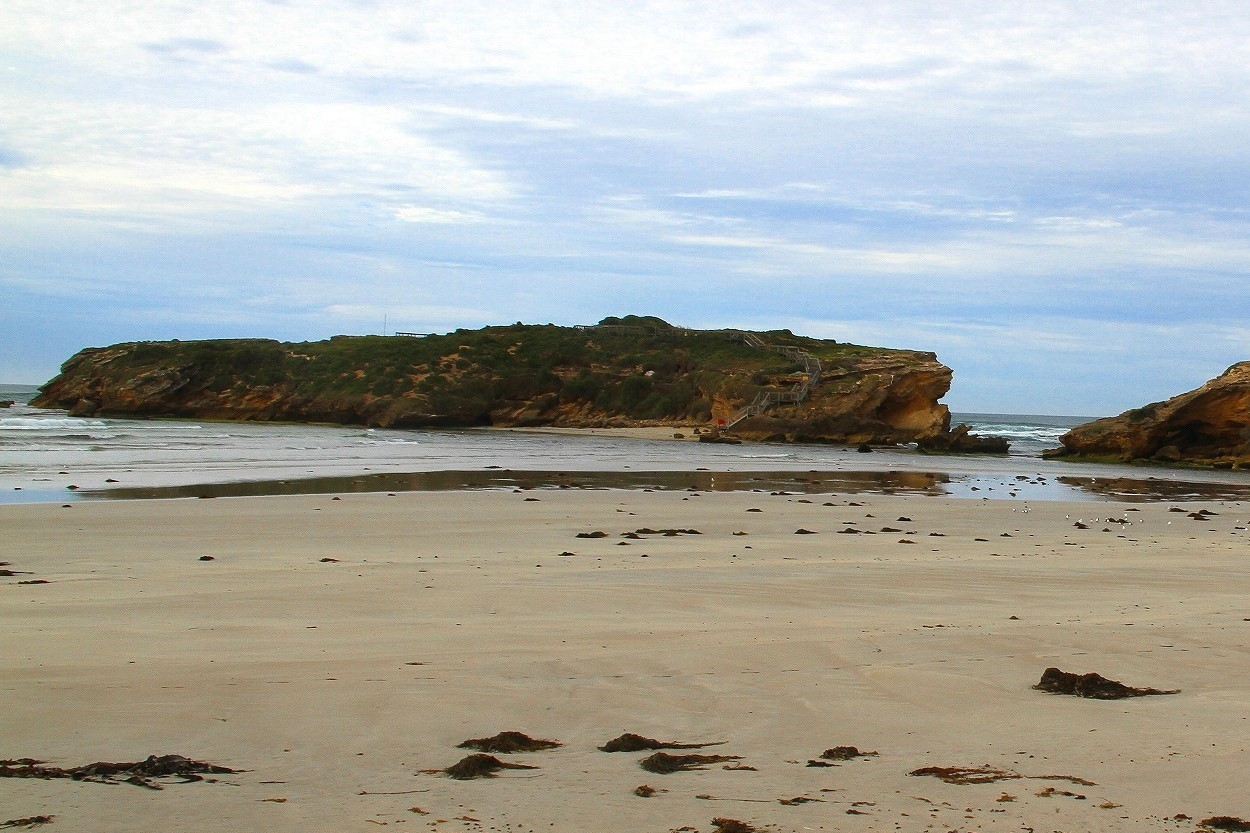
Middle Island bei Warrnambool, auf welcher die Zwergpinguine nisten

### Drehorte
Die Dreharbeiten fanden im australischen Bundesstaat Victoria, unter anderem in der Hafenstadt Warrnambool statt.

### Synchronisation
Die deutsche Synchronisation entstand nach einem Synchronbuch und unter der Dialogregie von Kathrin Simon im Auftrag der Mo Synchron GmbH.
| Rolle                | Darsteller         | Synchronsprecher   |
| -------------------- | ------------------ | ------------------ |
| Swampy               | Shane Jacobson     | Kai Taschner       |
| Emily Marsh          | Sarah Snook        | Stephanie Kellner  |
| Bradley Slater       | Alan Tudyk         | Patrick Schröder   |
| Olivia               | Coco Jack Gillies  | Helene Hüllmantel  |
| Jack Jones           | Richard Davies     | Benedikt Weber     |
| Bürgermeisterin Lake | Deborah Mailman    | Christine Stichler |
| Paul Watt            | John Leary         | Claus-Peter Damitz |
| Richter Burns        | Terry Camilleri    | Erich Ludwig       |
| Zoe                  | Tegan Higginbotham | Andrea Wick        |

## Rezeption

### Kritiken
Der Film erhielt überwiegend positive Kritiken und erhielt bei IMDb eine durchschnittliche Bewertung von 6,4 der möglichen 10 Punkte. Der Film konnte bislang 87 Prozent der Kritiker auf Rotten Tomatoes überzeugen. Das Lexikon des internationalen Films urteilt: „Die sympathische Familiengeschichte beruht auf realen Ereignissen und setzt ganz auf den Niedlichkeitsfaktor der tierischen Helden. Dabei gibt die Inszenierung nicht nur der kindlichen Abenteuerlust Raum gibt, sondern behandelt auch die Schwierigkeiten der Erwachsenen mit dem Thema Empathie und greift zudem kindgerecht das Thema Artenschutz auf.“

### Auszeichnungen und Nominierungen
- Film Critics Circle of Australia 2016:
  - Nominierung in der Kategorie Best Children's Film für Sheila Hanahan Taylor, Stephen Kearney und Richard Keddie
  - Auszeichnung in der Kategorie Best Performance by a Young Actor für Coco Jack Gillies
- Seattle International Film Festival 2016:
  - Auszeichnung für Stuart McDonald
- Screen Music Awards, Australia 2016:
  - Nominierung in der Kategorie Feature Film Score of the Year für Cezary Skubiszewski
- Golden Trailer Awards 2016:
  - Auszeichnung in der Kategorie Best Foreign Animation/Family Trailer
- Mill Valley Film Festival 2016:
  - Auszeichnung in der Kategorie Family Films für Stuart McDonald
- Traverse City Film Festival 2016:
  - Auszeichnung in der Kategorie Best Kids Film für Stuart McDonald
- Australian Film Critics Association Awards 2016:
  - Nominierung in der Kategorie Best Actress in a Supporting Role für Sarah Snook
- AACTA Awards 2015:
  - Nominierung in der Kategorie Best Cinematography für Damian Wyvill
  - Nominierung in der Kategorie Favourite Australian Film